# Estanislao Loayza
Estanislao Loayza Aguilar —llamado en inglés Stan o Stanislaus Loayza— (Iquique, 7 de mayo de 1905-ibídem, 15 de mayo de 1981) fue un boxeador y suboficial mayor de Gendarmería de Chile.

## Biografía

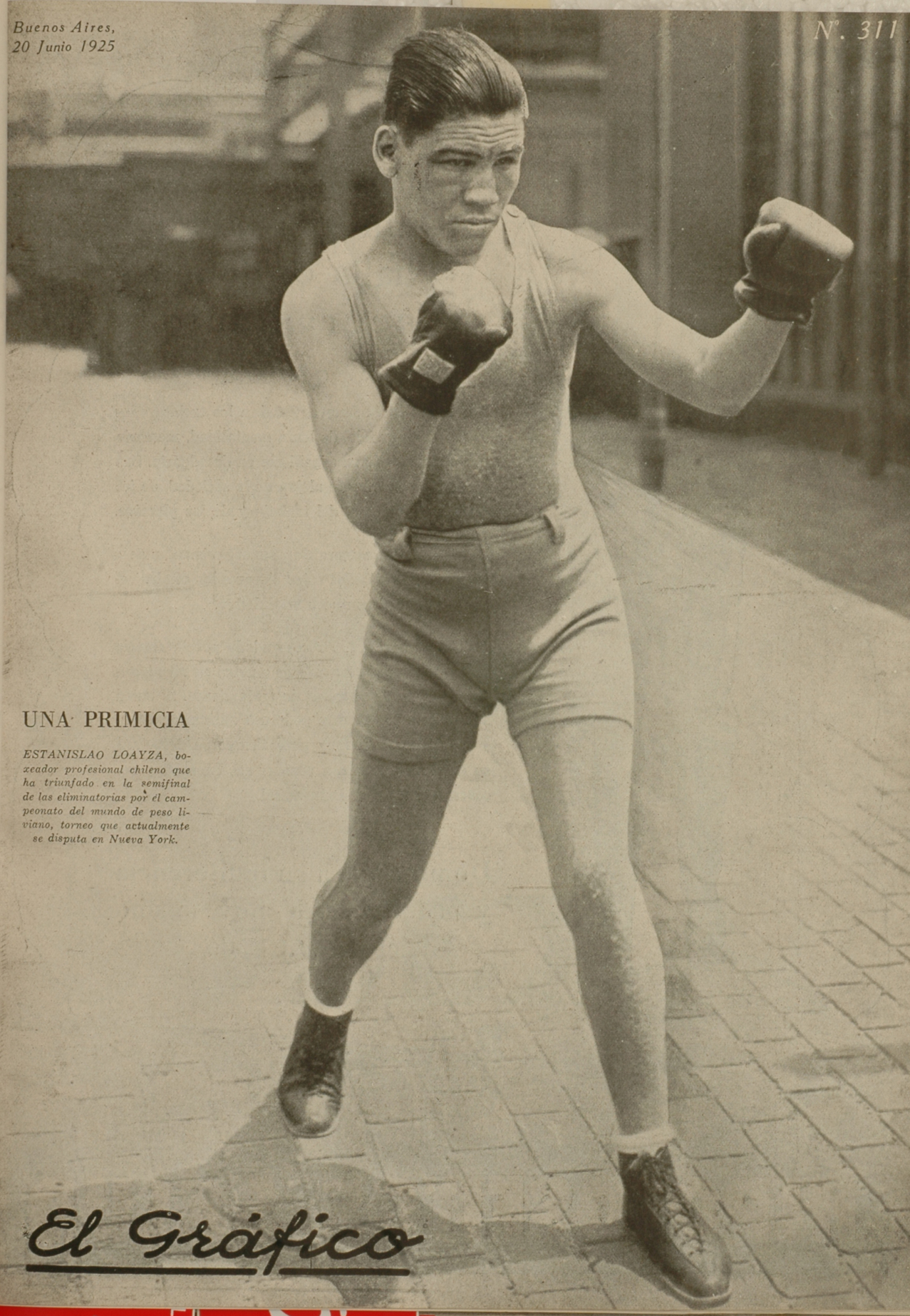
Estanislao Loayza en 1925.

Loayza destacó en los cuadriláteros estadounidenses. El 2 de enero de 1925 debutó en el Madison Square Garden de Nueva York y ganó por puntos al local Moe Gambers en la categoría liviano.
Luego hizo ocho exitosos combates frente a boxeadores estadounidenses, italianos, cubanos y mexicanos. Peleó el título de campeón del mundo el 13 de julio de 1925 en Nueva York ante Jimmy Goodrich en el peso mediano, pero perdió porque el árbitro de la contienda lo pisó y lo lesionó.
Conocido como el Tani, fue el primer boxeador chileno que disputó una corona del mundo. Se casó con Amanda Nieto, tuvo dos hijos, Stanley y Amanda. Además fue tío quienes posteriormente serían campeones de Chile: Humberto Loayza, Rubén Loayza y Mario Loayza.
Fue profesor de boxeo de la Fuerza Aérea de Chile y posteriormente ingresó al Servicio de Prisiones, donde jubiló como suboficial mayor.

### Libro
Bernardo Guerrero, escritor de artículos costumbristas en el diario La Estrella de Iquique, lanzó el libro y documental de la vida de Estinislao Loayza, el 12 de marzo de 2008. El libro, llamado Más duro que el Tani, es una breve entrega de detalles inéditos de la vida del Tani, que incluye un documental en DVD de 20 minutos, recopilando algunas fotos, la narración de su biografía, y el extracto de un combate del boxeador en el año 1926.
Como dato curioso, el escritor chileno Roberto Bolaño lo menciona en la novela 2666.

## Carrera[3]
| Fecha    | Oponente           | Lugar                                                | Resultado | Resultado Por | Round | G-P-E-NC |
| -------- | ------------------ | ---------------------------------------------------- | --------- | ------------- | ----- | -------- |
| 3/5/1939 | Joey Greb          | Freeport Stadium, Freeport, New York, Estados Unidos | P         | PTS           | 10    | 0-2-0    |
| 3/5/1939 | Joaquín Torregrosa | Teatro Caupolicán, Santiago de Chile, Chile          | P         | KO            | 5     | 0-1-0    |